# Micro-ARN 425
Les microARN 425 (ou miRNA 425) est une famille de micro-ARN.

## Rôles
Sa production est stimulée par l'interleukine 1 bêta, cette dernière étant stimulée par le NF-κB, ce qui pourrait intervenir dans la genèse de certains cancers, dont celui du sein. Elle est également stimulée par une charge en sucre.
Il inhibe l'expression du facteur natriurétique auriculaire.